# Troisfontaines
Troisfontaines – miejscowość i gmina we Francji, w regionie Grand Est, w departamencie Mozela.
Według danych na rok 1990 gminę zamieszkiwały 1342 osoby, a gęstość zaludnienia wynosiła 104 osób/km² (wśród 2335 gmin Lotaryngii Troisfontaines plasuje się na 297. miejscu pod względem liczby ludności, natomiast pod względem powierzchni na miejscu 428.).